# MS-DOS
MS-DOS (англ. MicroSoft Disk Operating System) — однозадачная дисковая операционная система для компьютеров на базе архитектуры x86 с текстовым пользовательским интерфейсом. MS-DOS положила начало семейству DOS-совместимых операционных систем и была самой популярной операционной системой для IBM PC-совместимых компьютеров с 1980-х до середины 1990-х годов, пока её не вытеснили операционные системы с графическим пользовательским интерфейсом, в основном из семейства Microsoft Windows.

## Юмор и критика
В IT-среде иногда в шутку расшифровывают MS-DOS как «Miss Denial-of-Service» за частые сбои и падения системы.

## Описание
В 1981 году корпорация IBM разместила запрос на создание операционной системы, которая должна была использоваться в новом семействе компьютеров IBM PC. Microsoft выкупила права на операционную систему 86-DOS у Seattle Computer Products и начала работу по её модификации под требования IBM. Впоследствии IBM лицензировала MS-DOS и выпустила её в августе 1981 года под наименованием PC DOS 1.0. В дальнейшем разработка MS-DOS и PC DOS велась Microsoft и IBM совместно до 1993 года, когда были выпущены два раздельных релиза — 6.0 от Microsoft и 6.1 от IBM.
За время существования MS-DOS вышло восемь основных релизов (1.00, 2.00 и т. д.) и два десятка промежуточных (3.10, 3.30 и т. д.), пока в 2000 году Microsoft не прекратила её разработку. Изначально MS-DOS ориентировалась на процессор Intel 8088, использовавшийся в первом IBM PC, и работала только с дискетами, на которых располагались как сама ОС, так и программы и данные пользователей. Последующие версии обзавелись возможностью работы с различными типами накопителей, такими как жёсткий диск и CD-ROM, добавилась поддержка новых процессоров и компьютерных архитектур. Это был ключевой продукт фирмы, дававший ей существенный доход и маркетинговый ресурс, в ходе развития Microsoft превратилась из разработчика языка программирования в крупную компанию, производящую самое разнообразное программное обеспечение. MS-DOS также стала базовым слоем для ранних версий Windows, запускавшихся как графический пользовательский интерфейс поверх командной строки.
Последней коробочной версией стала 6.22, однако MS-DOS продолжала служить загрузчиком для Windows 95 (версии 7.0 и 7.1), Windows 98 (версия 7.1) и Windows Me (версия 8.0).
25 марта 2014 года музей компьютерной истории в Маунтин-Вью с разрешения компании Microsoft обнародовал исходный код операционной системы MS-DOS (версии 1.1 и 2.0), вышедшей в 1981 году, а также текстового редактора Word (1.1а) для Windows. В 2018 году был опубликован исходный код MS-DOS версий 1.25 и 2.0 под свободной лицензией MIT.

## История MS-DOS

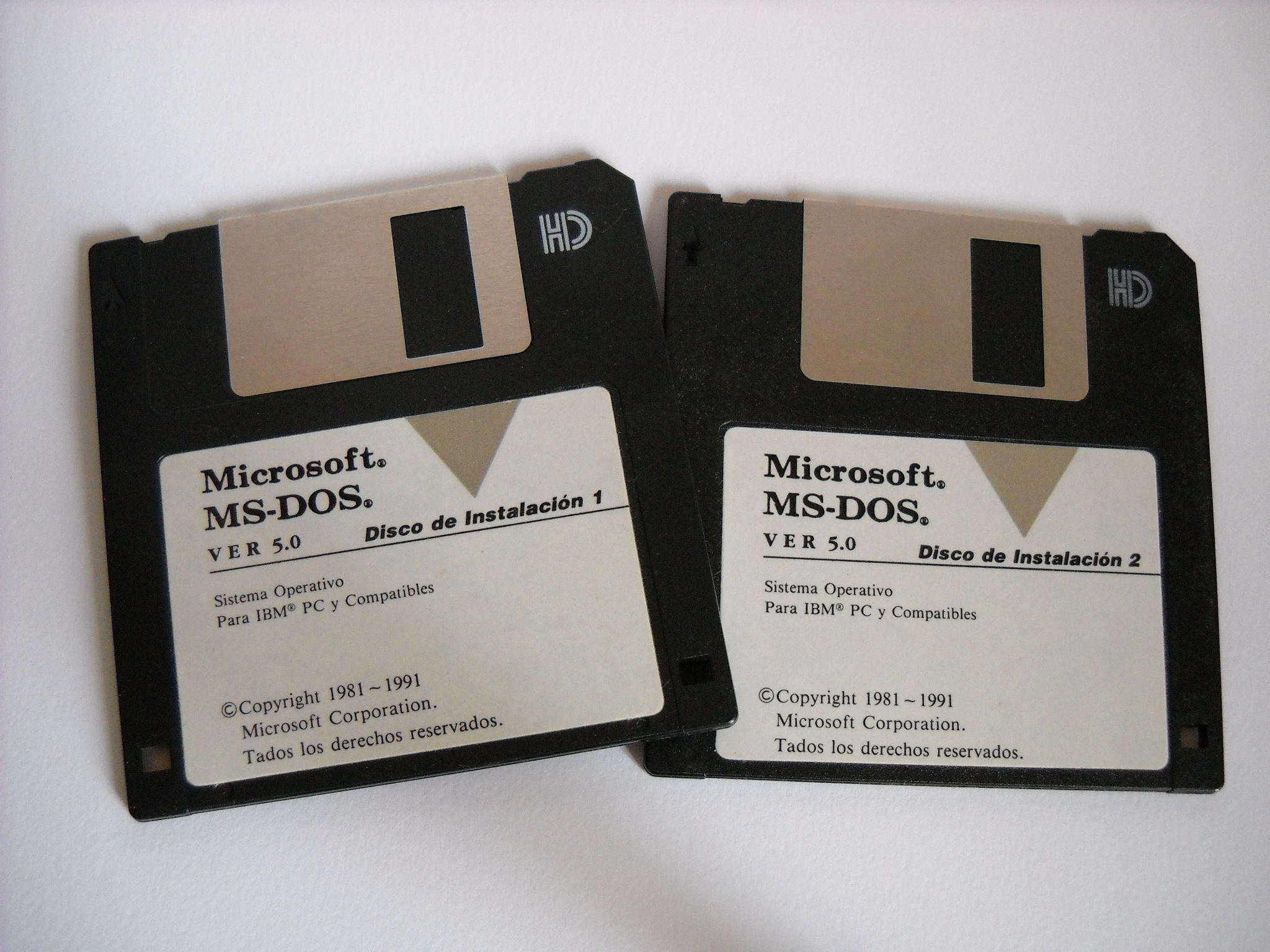
Дискеты установки MS-DOS 5.0

MS-DOS является переименованной версией 86-DOS, написанной Тимом Патерсоном из Seattle Computer Products. Разработка 86-DOS заняла всего шесть недель и представляла собой клон CP/M от Digital Research, портированный для использования на процессоре 8086 и содержащий всего два отличия от оригинала: улучшенную логику буферизации дисковых секторов и новую файловую систему FAT12. Первая версия 86-DOS вышла в августе 1980 года. Согласно подписанному в ноябре 1980 года договору с IBM, от компании Microsoft требовалось предоставить операционную систему для нового компьютера IBM PC, основанного на Intel 8086. Для этого Microsoft в мае 1981 года наняла Тима Патерсона для завершения адаптации 86-DOS к прототипу IBM PC, а затем в июле того же года полностью выкупила права на 86-DOS 1.10 за $75 тыс.. Microsoft сохранила нумерацию версий, но переименовала ОС в MS-DOS. В августе 1981 года лицензированная корпорацией IBM MS-DOS 1.10/1.14 под наименованием PC DOS 1.0 начала поставляться с новыми персональными компьютерами IBM PC. Причину, почему Microsoft была вынуждена купить стороннюю разработку, а не писать заново, пояснил сам Билл Гейтс: его компания не имела возможности успеть с написанием операционной системы в срок. В результате авральной работы им удалось переработать 8-битную QDOS (позднее названную 86-DOS) для микропроцессоров 8088/8086 и заключить договор с IBM о реализации продукта.
В версии 2.0, приуроченной к выпуску компьютера IBM PC XT с жёстким диском, MS-DOS кардинально расширила функциональность ОС, отчасти адаптировав недостающее из Unix (например, подкаталоги, работа с файлами через дескрипторы, перенаправление ввода-вывода, обращение к устройствам по именам и т. п.). Масштаб внесённых изменений подчёркивает и тот факт, что больша́я часть поздних программ, в том числе для последних версий MS-DOS, имеет в требованиях строчку «DOS 2.0 или выше».
Первоначально MS-DOS разрабатывалась как операционная система, способная работать на любых компьютерах с процессором 8086. Microsoft повторяла модель распространения CP/M, когда для каждого компьютера с различным аппаратным обеспечением использовалась своя версия MS-DOS. Для этого ОС имела модульную структуру с минимальным набором драйверов для дисковых накопителей и консоли, интегрированных в ядро, и устанавливаемых драйверов других устройств, загружаемых и доступных во время загрузки. OEM-производители использовали комплект разработчика, предоставляемый Microsoft, для создания собственной версии MS-DOS со стандартным ядром, но с драйверами устройств ввода-вывода, характерными для их оборудования. Производителями такая версия обычно поставлялась на дискетах вместе с компьютерами. Таким образом, существовало множество версий MS-DOS для различных архитектур, и следует отличать IBM PC-совместимые и MS-DOS-совместимые компьютеры. Некоторые компьютеры, например Tandy 2000, могли выполнять программное обеспечение, написанное только для MS-DOS, но не такое, где бы использовались особенности архитектуры IBM PC.
Конструкция операционной системы предполагает хорошую совместимость, если программы для своей работы используют только стандартные вызовы MS-DOS. Подобная философия в дальнейшем была реализована в Windows NT (см. Слой аппаратных абстракций). Тем не менее в MS-DOS большая скорость работы программ достигается только через прямой доступ к аппаратному обеспечению (память видеоадаптера, чтение и запись портов), что было особенно характерно для игр того времени, требующих значительных ресурсов компьютера. Доминирование IBM PC-совместимой архитектуры привело к распространению многочисленных клонов, и необходимость в отдельных аппаратно-зависимых версиях операционной системы отпала. Важной частью совместимости являлось сохранение неизменными функций ROM BIOS, используемых множеством выпущенных программ, обходивших медленные системные вызовы MS-DOS.
Впоследствии зависимость от архитектуры IBM вызвала ряд серьёзных проблем в индустрии при смене оригинального дизайна IBM PC. Так, первоначально не предполагалось использовать более 640 Кбайт оперативной памяти (барьер 640 Кбайт), поскольку более высокие области ОЗУ были зарезервированы для периферийных устройств и ПЗУ. Производителям пришлось изобретать различные схемы обхода данного препятствия (EMS, XMS и т. п.) для доступа к дополнительной памяти. Если бы первоначальная идея с независимостью от аппаратного обеспечения была продолжена, то подобной проблемы удалось бы избежать. Таким образом, MS-DOS — это операционная система, работающая в реальном режиме процессора с архитектурой x86, в котором она способна адресовать не более 1 Мбайт ОЗУ.
Для компьютеров, произведённых IBM, устанавливалась версия под названием PC DOS. Для сторонних производителей Microsoft предлагала версию DOS уже под именем MS-DOS. Благодаря сотрудничеству IBM и Microsoft, вплоть до версии 5.0 системы PC DOS и MS-DOS практически не отличались. Первой коробочной версией MS-DOS стала 5.0 в варианте Upgrade, до этого все релизы распространялись только как OEM-продукт компаниями - производителями персональных компьютеров.

### История версий
| Версия       | Дата                | ФС/ Размер тома  | Описание |
| ------------ | ------------------- | ---------------- | --- |
| QDOS 0.10    | июль 1980           | FAT12            | Первая версия, выпущенная в продажу Seattle Computer Products. |
| 86-DOS 0.3   | декабрь 1980        | FAT12            | Первая версия, на которую Microsoft получила лицензию у Seattle Computer Products. |
| 86-DOS 1.0   | апрель 1981         | FAT12            | Первый релиз 86-DOS. |
| 86-DOS 1.10  | июль 1981           | FAT12            | Куплена Microsoft и переименована в MS-DOS 27 июля 1981 года. Появилась в связи с выходом IBM PC. Полностью аналогична PC DOS 1.0. Поддержка только односторонних 5,25-дюймовых 8-секторных 160-Кбайт НГМД. COMMAND.COM реализует следующие внутренние команды: COPY, DIR, ERASE, PAUSE, REM, RENAME, TYPE. Внешние команды: CHKDSK, DATE, DEBUG, DISKCOMP, DISKCOPY, EDLIN, FORMAT, LINK, MODE, SYS, TIME, BASIC. В атрибуты файлов записывается только дата последнего изменения. |
| 1.10-1.14    | июль — октябрь 1981 | FAT12            | Предлагается как один из трёх возможных вариантов для IBM PC DOS 1.0. |
| 1.24         | март 1982           | FAT12            | Добавлена поддержка двухсторонних дисководов 5,25 дюйма 320 Кбайт. FAT12. В атрибуты файлов помимо даты последней записи добавлено её время. Команда COPY теперь поддерживает объединение файлов. Новые внутренние команды: DATE, DEL, REN, TIME. Новая внешняя команда EXE2BIN. Основа для IBM PC DOS 1.1. MS-DOS будет основой для IBM PC DOS вплоть до версии 6.22 включительно. |
| 1.25         | июнь 1982           | FAT12            | Для использования с компьютерами, не произведёнными IBM. Аналогична PC DOS 1.1. Вместо BASICA от IBM поставляется GW-BASIC. |
| 2.0          | март 1983           | FAT12 15 МБайт   | Появилась в связи с выходом IBM PC XT. Впервые появилась поддержка жёстких дисков, максимальный объём 15 Мбайт, один раздел — один диск. Добавлена поддержка жёстких дисков объёмом 10 Мбайт компании IBM. Поддержка 5,25-дюймовых 9-секторных односторонних по 180-Кбайт и двусторонних по 360-Кбайт НГМД. Реализована поддержка метки тома. Добавлена поддержка каталогов — ранее все файлы располагались только в корне диска. Введены операции с файлами, основанные на дескрипторах файлов — ранее работа с файлами шла только при помощи FCB (File Control Block — блок управления файлом). Введено перенаправление консольного ввода-вывода. Добавлены новые команды: FC (только MS-DOS), BACKUP, RESTORE, TREE, CD, MD, RD, PATH и др. Для пакетных (*.bat) файлов добавлены команды: GOTO, IF, ECHO и др. Реализована поддержка подключения внешних драйверов устройств. Поддержка фоновой печати по команде PRINT. Включена поддержка видеоподсистемы CGA. |
| 2.01         | октябрь 1983        | FAT12 15 МБайт   | Добавлена команда COUNTRY для отображения индивидуального формата даты и времени, а также значка валюты. |
| 2.10         | ноябрь 1983         | FAT12 15 МБайт   | Версия для IBM (PC DOS 2.10). Появилась в связи с выходом IBM PCjr. Основана на 2.0 с модификациями для PCjr. |
| 2.11         | март 1984           | FAT12 15 МБайт   | Версия для компьютеров, не произведённых IBM. Основана на версии 2.1 с модификациями от 2.01. Выполнен перевод на 10 различных языков. |
| 3.00         | август 1984         | FAT16 32 МБайт   | Появилась в связи с выходом IBM PC/AT, которая оснащалась жёстким диском в 20 Мбайт. Появление возможности выполнять программы, находящиеся не в текущем каталоге, путём указания маршрута. Добавлена поддержка 15-секторных 5,25-дюймовых дисководов на 1,2 Мбайт. Добавлены новые команды: ATTRIB, LABEL, SELECT, KEYB, SHARE, GRAFTABL, COUNTRY. Поддержка виртуального диска в ОЗУ. |
| 3.10         | ноябрь 1984         | FAT16 32 МБайт   | Добавлена поддержка работы в сетях Microsoft. Добавлены команды JOIN и SUBST. |
| 3.20         | январь 1986         | FAT16 32 Мбайт   | Появилась в связи с выходом IBM PC Convertible. Добавлена поддержка 3,5-дюймовых дисководов на 720 Кбайт. Добавлены новые команды: REPLACE и XCOPY. Команда FORMAT теперь препятствует непреднамеренному форматированию жёсткого диска. Добавлен DRIVER.SYS для создания фиктивных дисководов. Добавлен драйвер RAMDRIVE.SYS для создания виртуального диска в ОЗУ. |
| 3.30         | август 1987         | FAT16 32 МБайт   | Появилась в связи с выходом IBM PS/2. Поддерживает концепцию разбиения жёстких дисков любого объёма на логические диски размером до 32 Мбайт. На одном жёстком диске может быть только два раздела — MS-DOS и EXT DOS, самих жёстких дисков — не более двух. Внутри EXT DOS может быть до 23 подразделов (от D до Z). Без внешних программ объём жёсткого диска не может быть больше 32 Мбайт. С прерыванием INT 13H, которое было добавлено в BIOS только в 1994 году, максимальный объём HDD составлял 24х32=768 Мбайт. Добавлена поддержка 3,5-дюймовых дисководов HD (High Density) на 1,44 Мбайт. Введена поддержка кодовых страниц (национальные наборы символов и таблицы сортировки). Имеет несколько выявленных ошибок (например, FORMAT может забраковать хороший диск). Добавлена поддержка команд: APPEND, CALL, CHCP, FASTOPEN, NLSFUNC. |
| 3.31         | ноябрь 1987         | FAT16B 512 МБайт | Модифицированная компанией Compaq версия MS-DOS 3.30, которая впервые ввела поддержку 32-битного логического номера сектора. |
| 4.0 прототип | 1985                |                  | Экспериментальная, в массовую продажу не пошла. Обладала вытесняющей многозадачностью в реальном режиме, предназначенной для семейства процессоров 8086 (впоследствии эта возможность удалена). Включала перемещаемые и выгружаемые сегменты памяти для кода и перемещаемые сегменты данных (менеджер памяти Windows был версией менеджера памяти DOS 4). Имела возможность динамического переключения экранов. |
| 4.0          | июль 1988           | FAT16B 2 ГБайт   | Поддерживает логические диски на жёстком диске размером более 32 Мбайт. Максимальный объём жёсткого диска не может быть больше 528 Мбайт без сторонних программ (528-Мбайт барьер (504 Мбайт в старых BIOS)). Прерывание INT 13H позволило увеличить объём жёсткого диска до 7,844 Гбайт (барьер, связанный с ошибкой в MS-DOS, который присутствовал до версии 7.1). Использует отображаемую память для буферов ОС и структур данных команды FASTOPEN (требуется EMS 4.0). Позволяет задействовать для размещения резидентных программ первые 64 Кбайт расширенной памяти (HMA-память). Обеспечивает расширенную поддержку национальных языков. Отличается значительным числом ошибок. Добавлена новая команда MEM. Полная поддержка EGA и VGA. |
| 4.01         | декабрь 1988        | FAT16B 2 ГБайт   | Исправлены основные ошибки версии 4.0. Включает графическую оболочку MS-DOS Shell. Первая официально локализованная версия для России |
| 5.0          | июнь 1991           | FAT16B 2 ГБайт   | Введена поддержка до восьми физических жёстких дисков, можно создавать до четырёх основных разделов (сторонние программы), а, следовательно, допускается установить до четырёх ОС на один жёсткий диск. Обеспечивает размещение своего ядра, а также драйверов и резидентных программ, как в HMA, так и в UMB. Добавлена поддержка 3,5-дюймовых дисководов EHD объёмом 2,88 Мбайт. Новый менеджер памяти. Добавлены новые команды: DELOLDOS, DOSKEY, EXPAND, LOADHIGH, MIRROR, SETVER, UNDELETE, UNFORMAT. Добавлены полноэкранный текстовый редактор Edit, полноэкранная среда программирования QBASIC, интерактивная справка Help. Часть новых утилит (MIRROR, UNDELETE и UNFORMAT) лицензирована у фирмы Central Point Software. MS-DOS 5.00 поставлялась на шести 360-Кбайт дискетах или двух 1,2-Мбайт дискетах. Выпускалась русская версия с переведённым интерфейсом, сообщениями и справочными материалами. Последняя версия, полностью идентичная PC DOS 5.0, за исключением наименования файлов и лицензионных соглашений.                                            |
| 6.0          | март 1993           | FAT16B 2 ГБайт   | Добавлены новые команды: DELTREE и MOVE. Исключены команды: RECOVER, ASSIGN, GRAFTABL, JOIN, MIRROR, COMP, BACKUP, EXE2BIN, драйвер PRINTER.SYS. Усовершенствованы команды: DIR, MEM, UNDELETE, FORMAT, SYS. Новая команда CHOICE обеспечивает разветвление в командных файлах. Появилась возможность отмены выполнения отдельных команд в CONFIG.SYS и AUTOEXEC.BAT целиком. Организация ветвлений в CONFIG.SYS. Программа SmartDrive (SMARTDRV) обеспечивает кэширование при записи. Добавлена поддержка CD-ROM. Новая утилита управления энергопотреблением POWER. Добавлены дополнительные программные средства: Microsoft MemMaker (оптимизация использования верхней памяти), Microsoft DoubleSpace (сжатие данных на дисках), Microsoft Defragmenter (дефрагментация дисков, лицензирована у Symantec), Microsoft Backup (в версиях для MS-DOS и Windows), Microsoft Anti-Virus (в версиях для MS-DOS и Windows, лицензировано у Central Point Software), информационная утилита Microsoft Diagnostics, система связи Interlink, утилита Microsoft Undelete for Windows. |
| 6.2          | ноябрь 1993         | FAT16B 2 ГБайт   | Усовершенствованы команды: FORMAT (по умолчанию не тестируются секторы в сбойных кластерах), DISKCOPY (возможность создания образа на жёстком диске), COMMAND (появилась возможность построчной обработки командных файлов). Команды FORMAT, CHKDSK, DIR, MEM выводят информацию с разделением тысяч. SMARTDRV теперь кэширует CD-ROM. Драйвер HIMEM.SYS теперь при подключении способен тестировать расширенную память. Модернизация Microsoft DoubleSpace. Добавлена утилита тестирования жёсткого диска ScanDisk. Исключена из поставки программа MS-DOS Shell. |
| 6.21         | февраль 1994        | FAT16B 2 ГБайт   | После судебного процесса по иску компании Stac Electronics по поводу того, что Microsoft использовала в DoubleSpace код, запатентованный Stac, DoubleSpace был убран из системы. Изменению подверглись и все компоненты, поддерживающие сжатие данных — ScanDisk и Microsoft Backup. Теперь ScanDisk не мог запускаться на сжатых томах и обслуживать их, а Backup не поддерживал как сжатие при архивации, так и восстановление таких архивов, созданных в версиях 6.0 и 6.2. |
| 6.22         | июнь 1994           | FAT16B 2 ГБайт   | Добавлена новая программа сжатия данных DriveSpace. Она использует несовместимый с DoubleSpace формат хранения данных. При желании файл может быть преобразован в новый формат. Microsoft Backup использует новую технологию сжатия, использованную в DriveSpace. В нелокализованную версию добавлена кодовая страница 866 (с помощью файлов EGA3.CPI и KEYBRD2.SYS), поддерживающая работу с символами кириллицы, в том числе в именах файлов, а также представления даты и времени, ориентированные на Россию, Украину и Беларусь. |
| 7.0          | август 1995         | FAT16B 2 ГБайт   | Как часть Windows 95. Добавлена поддержка LFN — длинных имён файлов (доступна только под Windows). Весь код из MSDOS.SYS перенесён в IO.SYS. MSDOS.SYS теперь представляет собой текстовый файл настроек. Новые команды в CONFIG.SYS: ACCDATE, BUFFERSHIGH, FCBSHIGH, FILESHIGH, LASTDRIVEHIGH, STACKSHIGH. В поставку включён драйвер CD-ROM: OAKCDROM.SYS |
| 7.1          | август 1996         | FAT32 137 ГБайт  | Как часть Windows 95 OSR2 и Windows 98 и SE. Утилита fdisk может создать тома размером не более ~ 63,5 Гбайт, но если использовать SeaTools, то это ограничение можно обойти. Максимальный объём диска, как и у всех ОС начиная с Windows 95 OSR2 до Windows Vista, составляет 2 Тбайт. |
| 8.0          | сентябрь 2000       | FAT32 137 ГБайт  | Как часть Windows Me. Ухудшена функциональность ядра, жёстко интегрирован неотключаемый драйвер верхней памяти. Заблокирована возможность загрузки в реальном режиме с жёсткого диска, удалено большинство утилит. Также находится на аварийной загрузочной дискете, создаваемой Windows XP и новее. |

## Дистрибутив MS-DOS
Минимальный набор файлов MS-DOS:
- файлы ядра:
  - IO.SYS — расширение BIOS;
  - MSDOS.SYS — обработка прерываний (в версиях 7.0, 7.01 и 8.0 интегрирован в IO.SYS);
- командный процессор:
  - COMMAND.COM — поддержка интерфейса командной строки.

Строго говоря, для запуска MS-DOS наличие файла COMMAND.COM необязательно. Его можно заменить другим командным процессором, способным выполнять нужные команды. В своё время сторонними разработчиками было выпущено множество командных процессоров. Наиболее распространённым командным процессором, выпущенным сторонней фирмой, был NDOS.COM (лицензированный 4DOS) из пакета Norton Utilities фирмы Symantec.
Помимо указанных файлов команда SYS.COM и FORMAT.COM с ключом /S, начиная с версии 6.0, дополнительно переносят на системный диск файл DBLSPACE.BIN (6.0 — 6.2) или DRVSPACE.BIN (6.22), отвечающие за работу со сжатыми дисками в форматах Microsoft DoubleSpace или DriveSpace соответственно.
Файлы конфигурации
Для задания конфигурации ОС используются конфигурационные файлы специального формата:
- CONFIG.SYS — конфигурирование системы и загрузка драйверов устройств на этапе инициализации MSDOS.SYS.
- AUTOEXEC.BAT — стартовый пакетный файл. Выполняется при запуске командного процессора во время загрузки системы.

Также в дистрибутив входят следующие драйверы и программы:
- ANSI.SYS — расширенный драйвер консоли (экрана и клавиатуры).
- COUNTRY.SYS — файл с таблицами локализации, алфавитами сортировки.
- DISPLAY.SYS — драйвер дисплея; в частности, загружает локализованные шрифты.
- DBLSPACE.EXE — Microsoft DoubleSpace, программа сжатия данных (6.0 — 6.2).
- DEFRAG.EXE — Microsoft Defragmenter, дефрагментатор дисков.
- DOSSHELL.EXE — MS-DOS Shell, оболочка, использующая двухпанельный принцип с псевдографическим интерфейсом. В MS-DOS 6.2 была перенесена в дополнительный пакет MS-DOS Resource Kit.
- DRVSPACE.EXE — Microsoft DriveSpace, программа сжатия данных (6.22).
- HIMEM.SYS — драйвер дополнительной (extended) и HMA-памяти.
- HELP.COM — интерактивный справочник MS-DOS Help.
- EMM386.EXE — драйвер эмуляции расширенной памяти (expanded memory) и управления верхней (UMB) памятью.
- INTERLNK.EXE, INTERSVR.EXE — подсистема межкомпьютерной связи Interlnk.
- KEYB.COM — драйвер переключения языковых раскладок клавиатуры.
- KEYBOARD.SYS — файл с описаниями языковых раскладок клавиатуры, оформленный как драйвер.
- *.CPI — загружаемые шрифты кодовых страниц экрана и клавиатуры.
- MEMMAKER.EXE — Microsoft MemMaker, оптимизатор верхней памяти.
- MODE.COM — программа настройки ряда параметров экрана и портов ввода-вывода системы: последовательного, параллельного.
- MSAV.EXE — Microsoft Anti-Virus for MS-DOS, антивирус.
- MSD.EXE — Microsoft Diagnostics, информационная утилита, отображающая конфигурацию ПК.
- MSBACKUP.EXE — Microsoft Backup for MS-DOS, резервирование и восстановление информации.
- MWAV.EXE — Microsoft Anti-Virus for Windows, антивирус.
- MWBACKUP.EXE — Microsoft Backup for Windows, резервирование и восстановление информации.
- MWUNDEL.EXE — Microsoft Undelete for Windows, восстановление удалённых файлов.
- POWER.EXE — драйвер управления энергопотреблением.
- RAMDRIVE.SYS — драйвер электронного диска.
- SCANDISK.EXE — Microsoft Scandisk, сканер-корректор дисков.
- SMARTDRV.EXE — Microsoft SmartDrive, программа кэширования дисков.
- VSAFE.COM — VSafe, резидентный вирус-фильтр.
- UNDELETE.EXE — Microsoft Undelete for MS-DOS, восстановление удалённых файлов.
- QBASIC.EXE — язык программирования от Microsoft для написания программ.

## Надстройки и расширения сторонних производителей
Многозадачность
- DESQVIEW
- DV/X

Сетевые клиенты и серверы
- Lantastic
- Personal Netware

Соединения компьютер-компьютер
- Laplink
- Norton Link

Расширение памяти
В связи с развитием архитектуры IBM PC/XT появилась расширенная, а затем, в компьютерах AT, и дополнительная память, которую было возможно использовать в компонентах ОС и программах с помощью механизмов EMS, XMS, HMA, UMA/UMB, которые обеспечиваются BIOS расширенной памяти и драйверами DOS — менеджерами памяти от Microsoft (HIMEM и EMM386) или сторонними менеджерами (например, QEMM).
Оболочки
Для MS-DOS, предоставляющей пользователю лишь интерфейс командной строки, был создан целый ряд так называемых оболочек, то есть программ, которые позволяют сделать работу с файлами более наглядной и удобной. Наиболее известные из них:
- Norton Commander — наиболее популярный в России коммерческий файловый менеджер. Все операции с файлами производятся на двух панелях с помощью горячих клавиш и, позднее, мыши и меню. Последние версии включают множество плагинов, значительно расширяющих функциональность. По образу Norton Commander позже было создано множество интерфейсов файловых менеджеров и других программ для различных операционных систем.
- Volkov Commander — клон Norton Commander. В отличие от Norton Commander, поддерживает длинные имена файлов (для версии 4.99 alpha). Очень компактен. Базовый комплект включает только сам файловый менеджер с минимальным, но достаточным набором функций, и занимает на диске около 64 Кбайт. Функциональность расширяется подключением других приложений.
- DOS Navigator — дальнейшее развитие идеи Norton Commander. Бо́льшая функциональность. Бо́льшее количество панелей. Поддержка текстовых режимов SVGA (132×25 — 132×60). Оконный интерфейс с многозадачностью для плагинов. Расширение благодаря лёгкому и удобному подключению плагинов и приложений сторонних разработчиков.
- PIE Commander — клон Norton Commander, файловый менеджер для операционной системы DOS, разработанный в 1990 году.

## Проблемы запуска приложений MS-DOS под Microsoft Windows
Разработчики приложений под MS-DOS часто использовали недокументированные возможности и функции, а также прямое обращение к аппаратным средствам в обход операционной системы. Это стало причиной того, что в операционных системах Windows 9x и более новых не всегда удаётся запустить приложение, написанное для MS-DOS.
Ещё одна проблема, с которой сталкиваются пользователи при работе с приложениями MS-DOS на современных компьютерах, — значительная разница в быстродействии. За последние годы быстродействие компьютеров значительно возросло. Поэтому многие игры для MS-DOS на современном компьютере работают слишком быстро, так что пользователь не успевает увидеть происходящее на экране и проанализировать игровую ситуацию. Причина этому — использование циклов для формирования задержек. Современные процессоры выполняют их слишком быстро, а часто и вообще игнорируют (работа интеллектуального оптимизатора). По этой же причине некоторые приложения прекращают работу, выводя ошибку деления на ноль.
Для решения вышеназванных и целого ряда других проблем работы с приложениями MS-DOS под управлением Windows NT и Unix-подобных ОС применяются специальные эмуляторы. На данный момент наиболее известный из них — DOSBox, позволяющий настраивать индивидуальные параметры запуска каждого DOS-приложения: быстродействие эмулируемого компьютера, эмулируемая звуковая и видеокарта и т. п. Иногда используются замедлители процессора.
Также существует улучшенная версия DOSBox-X, которая позволяет сэмулировать огромный перечень оборудования и DOS-систем, а также имеет доступ к сети.
Помимо эмулятора DOSBox, существует эмулятор VDOS, который основан на эмуляторе DOSBox, но, в отличие от этого эмулятора, имеет полный доступ к сети и оборудованию.

## Конкуренты MS-DOS

### DR-DOS
DR-DOS (она же Novell DOS и OpenDOS) — совместимая с MS-DOS дисковая операционная система, разработанная компанией Digital Research и унаследовавшая многие черты своей предшественницы — операционной системы CP/M. Особенностями этой ОС являются расширенные возможности, включая встроенный язык скриптов REXX, впервые появившаяся утилита сжатия дисков Stacker, компактный код программ.

### PC DOS
IBM PC DOS (IBM Personal Computer Disk Operating System) — дисковая операционная система для персональных компьютеров фирмы IBM. PC DOS была создана на основе операционной системы 86-DOS от Seattle Computer Products. Функциональные отличия от MS-DOS незначительны.

### FreeDOS
FreeDOS — свободная операционная система, совместимая с MS-DOS. FreeDOS распространяется на условиях GNU General Public License, включает несколько программ под другими свободными и проприетарными лицензиями. Проект был начат в 1994 году программистом Джимом Холлом (Jim Hall) как PD-DOS, но вскоре название было изменено на FreeDOS. Версия FreeDOS 1.0 вышла в свет 3 сентября 2006 года.

### Novell DOS
В том же 1991 году Digital Research была куплена компанией Novell, которая переименовала DR-DOS в Novell DOS, и в свет вышла версия Novell DOS 6.0, а затем — Novell DOS 7.0.